# Aztlán (álbum)
Aztlán es el sexto álbum de estudio de la banda de rock alternativo Zoé, lanzado el 18 de mayo de 2018 por Universal Music Group de México. Fue grabado como marco el regreso de la banda al estudio tras cinco años de la publicación de su anterior álbumPrográmaton, en 2013.
El álbum en sí es el primero en la discografía del grupo que tuvo dos productores que lo materializaron: Phil Vinall, el cual ha dirigido todas las producciones de Zoé y que también ha trabajado con Placebo, Pulp y Radiohead, y Craig Silvey, ingeniero de audio que ha participado con el Kronos Quartet, con el guitarrista Santana, Artic Monkeys y Jesse & Joy.

## Lista de canciones
| N.º | Título                | Duración |  |
| 1.  | «Venus»               | 4:15     |  |
| 2.  | «Azul»                | 3:14     |  |
| 3.  | «No hay mal que dure» | 4:52     |  |
| 4.  | «Al final»            | 4:34     |  |
| 5.  | «Hielo»               | 5:03     |  |
| 6.  | «Luci»                | 4:08     |  |
| 7.  | «Aztlán»              | 3:39     |  |
| 8.  | «Temor y temblor»     | 5:29     |  |
| 9.  | «Renacer»             | 6:14     |  |
| 10. | «Ella es magia»       | 4:08     |  |
| 11. | «Oropel»              | 4:21     |  |
| 12. | «Clarividad»          | 5:03     |  |

## Créditos

### Zoé
- Sergio Acosta - Guitarras eléctrica y acústica, guitarra líder y ukulele
- Jesús Báez - Teclados, sintetizadores y coros
- León Larregui - Voz y guitarra
- Rodrigo Guardiola - Batería y percusiones
- Ángel Mosqueda - Bajo eléctrico

### Ficha técnica[1]
- Jack Lahana, Eduardo de la Paz, Mario Frías, Juan Sebastián Rodríguez: Ingenieros.
- Yasmine Hamdan: Coros.
- Felipe Ceballos: Percusiones.
- Rodrigo Noriega: A&R.
- Pablo Valero: Guitarra slide.